# Киси народ
Народ Киси је западноафричка етнолингвистичка група. Они су четврта по величини етничка група у Гвинеји, која чини 4% становништва. Киси такође настањују Либерију и Сијера Леоне. Говоре језиком Киси, који припада грани Манде из породице језика Нигер-Конго. Киси су познати по прављењу корпи и ткању на вертикалним разбојима. У прошлим временима били су познати и по својим вештинама обраде гвожђа, јер земља поседује богате наслаге гвожђа. Киси ковачи произвели су чувени "Киси новчић".

## Историја
Према Народи Африке, традиција Киси сматра да су пре седамнаестог века насељавали регион Горњег Нигера. Наводно су живели јужно од Фута Џалона све док их  народ Јалунка није протерао. После 1600. године мигрирали су на запад протеривајући Лимбасе у свом маршу, али били су под сталном претњом Куранкових.

### Отпор француском освајању
У Гвинеји је ратник Киси Каба Кеита успео да уједини мноштво поглавара Кисија под својом владавином и дуги низ година се одупре француском освајању. Пре француског напада, он је окупио Куранко је и Леле. Када су Французи стигли 1892. године, морао је да пусти релативно аутономне поглаваре дотичних области да се бране. Због технолошке супериорности Француза, Киси Каба прибегавао је углавном герилској тактици, одлажући тако њихово освајање свог краљевства. Ипак, 1893. године схватио је да његов отпор неће успети и подвргао се Французима, који су га тада препознали као поглавара северне територије Киси. Међутим, његов однос са Французима постепено се погоршавао, што је довело до тога да су поставили његове ривале на места поглавара различитих насеља, а на крају и до погубљења у Сигуирију.

## Економија
Киси су првенствено пољопривредници. Пиринач, њихова основна житарица, узгаја се на већини падина и у ниским, мочварним подручјима. Такође гаје и кикирики, памук, кукуруз, банане, кромпир и диње. Пасуљ, парадајз, лук и паприка гаје се у малим повртњацима, а кафа узгаја као готовинска култура. Већина пољопривредника узгаја и нешто стоке.
Пољопривредни посао, попут сетве, уклањање корова и жетва, мушкарци и жене деле равноправно. Додатне одговорности за мушкарце укључују лов, риболов и крчење земље. Дужности жена укључују бригу о малим повртњацима, чување пилића, трговање на локалним пијацама и риболов. Дечаци чувају стоку, а то су обично говеда и козе. Краве се сматрају вредним животињама, не због млека, већ као жртве за религијске ритуале.

## Друштвени системи
Многим генерацијама су Киси познати као вредни људи. Веома су оријентисани на године, доминирају и воде их начелник и старији људи. Киси живе у малим, самоуправним селима која су ушушкана у гајевима дрвећа манга или кола. Свако село је компактно и не садржи више од око 150 људи. Куће су обично подигнуте мало изнад земље и округле су са зидовима од блата, сламнатим крововима у облику конуса и верандама. У средишту села је јавни трг са пребивалиштем за сеоског старешину. Он приноси жртве у сеоском светилишту и делује као судија над заједницом.
За Киси народ, дете се не сматра „потпуним“ и на њега се гледа као на нешто нечисто и прљаво. Стога, када дечак или девојчица достигну пубертет, одржава се ритуал пречишћавања. Ова церемонија, названа бирије, "чисти" дете и уводи га у одрасло доба. После се очекује да млада одрасла особа преузме одговорности одраслих.
Музика игра јединствену улогу у култури Киси. Понекад се користи за одређене врсте комуникације. Музика не мора нужно имати мелодију, већ ритмичан звук са много бубњања и звиждања.

## Религија и духовна веровања
Иако су се многи Киси преобратили у хришћанство, већина њих и даље практикује своју традиционалну етничку религију. Култ предака или молитва преминулим рођацима је уобичајена пракса међу Киси. Киси верују да духови предака делују као посредници између њих и творца, бога. Мале камене статуе користе се за представљање духова. Они се обожавају и старешине села им приносе жртве. Многе урезане камене фигуре и главе су произведене од стране Киси људи у прошлости пре колонијалних контакта са Европљанима. Није јасно зашто су направљени; неки научници тврде да су они део обожавања предака, док други кажу да могу представљати богове за повећање пољопривредних приноса. Велики број се може видети у колекцији Британског музеја.